# Episodi di The Practice - Professione avvocati (seconda stagione)
La seconda stagione della serie televisiva The Practice - Professione avvocati è composta da 28 episodi ed è stata trasmessa negli Stati Uniti sul canale ABC dal 20 settembre 1997 all'11 maggio 1998.
In Italia è stata trasmessa da Rai 2 dal 24 luglio 2001 al 22 agosto 2001.
| nº | Titolo originale                  | Titolo italiano           | Prima TV USA      | Prima TV Italia |
| -- | --------------------------------- | ------------------------- | ----------------- | --------------- |
| 1  | Reasonable Doubts                 | Ragionevole dubbio        | 20 settembre 1997 | 24 luglio 2001  |
| 2  | Betrayal                          | Tradimento                | 23 settembre 1997 | 25 luglio 2001  |
| 3  | The Blessing                      | La benedizione            | 27 settembre 1997 | 27 luglio 2001  |
| 4  | Dog Bite                          | La scommessa              | 4 ottobre 1997    | 10 luglio 2001  |
| 5  | First Degree                      | Doppio gioco              | 11 ottobre 1997   | 11 luglio 2001  |
| 6  | Sex, Lies and Monkeys             | Il caso dell'uomo scimmia | 18 ottobre 1997   | 13 luglio 2001  |
| 7  | Search and Seizure                | Un parto illegale         | 25 ottobre 1997   | 30 luglio 2001  |
| 8  | The Means                         | Contagio di gruppo        | 8 novembre 1997   | 31 luglio 2001  |
| 9  | Save the Mule                     | Salvate Teresa            | 15 novembre 1997  | 1º agosto 2001  |
| 10 | Spirit of America                 | Braccio della morte       | 22 novembre 1997  | 2 agosto 2001   |
| 11 | Hide and Seek                     | Oltre la coscienza        | 29 novembre 1997  | 20 luglio 2001  |
| 12 | Race with the Devil               | Un parroco nei guai       | 13 dicembre 1997  | 16 luglio 2001  |
| 13 | The Civil Right                   | I diritti di una madre    | 20 dicembre 1997  | 17 luglio 2001  |
| 14 | The Pursuit of Dignity            | Una scuola per Lisa       | 3 gennaio 1998    | 23 luglio 2001  |
| 15 | Line of Duty                      | Etica professionale       | 5 gennaio 1998    | 3 agosto 2001   |
| 16 | Truth and Consequences            | Il compromesso            | 12 gennaio 1998   | 6 agosto 2001   |
| 17 | Burden of Proof                   | Il peso delle prove       | 19 gennaio 1998   | 7 agosto 2001   |
| 18 | Ties That Bind                    | Ciak, si muore!           | 2 febbraio 1998   | 8 agosto 2001   |
| 19 | The Trial                         | Conflitto di interesse    | 9 febbraio 1998   | 9 agosto 2001   |
| 20 | Cloudy with a Chance of Membranes | Il verdetto               | 16 febbraio 1998  | 10 agosto 2001  |
| 21 | In Deep                           | In profondità             | 2 marzo 1998      | 13 agosto 2001  |
| 22 | Another Day                       | Modus operandi            | 9 marzo 1998      | 14 agosto 2001  |
| 23 | Checkmate                         | Scacco matto              | 16 marzo 1998     | 15 agosto 2001  |
| 24 | Trees in the Forest               | Il valore della vita      | 30 marzo 1998     | 16 agosto 2001  |
| 25 | Food Chains                       | Amor di scimmia           | 6 aprile 1998     | 17 agosto 2001  |
| 26 | Axe Murderer                      | Colpo di scena            | 27 aprile 1998    | 20 agosto 2001  |
| 27 | Duty Bound                        | La confessione            | 4 maggio 1998     | 21 agosto 2001  |
| 28 | Rhyme and Reason                  | Successi e insuccessi     | 11 maggio 1998    | 22 agosto 2001  |